# Ryszard Szuster (działacz piłkarski)
Ryszard Piotr Szuster (ur. 12 lipca 1957 w Katowicach) – polski działacz sportowy, w latach 2015–2016 podsekretarz stanu w Ministerstwie Sportu i Turystyki.

## Życiorys
Ukończył politologię na Uniwersytecie Śląskim w Katowicach. Skończył również ekonomię i studium dziennikarskie. W latach 80. dziennikarz katowickiego „Sportu”, w latach 90. menedżer piłkarski. Od 3 lutego 2007 do 10 września 2008 prezes Górnika Zabrze. Wykładowca z dziedziny zarządzania instytucjami sportowymi na Akademii Wychowania Fizycznego w Katowicach oraz Górnośląskiej Wyższej Szkole Handlowej im. Wojciecha Korfantego w Katowicach. Wykładowca z dziedziny retoryki i erystyki dziennikarskiej w Wyższej Szkole Technicznej w Katowicach. 
27 listopada 2015 został podsekretarzem stanu w Ministerstwie Sportu i Turystyki. Odszedł ze stanowiska 19 maja 2016, po opublikowaniu informacji o aresztowaniu jego syna.